# Yeşilırmak
Le Yeşilırmak ou Yeşil Irmak (en turc: rivière verte), nommé l'Iris (en grec : Ίρις) dans l'Antiquité, est un fleuve qui se jette dans la mer Noire à l'est du Kizilirmak (en turc : rivière rouge).

## Géographie
Le fleuve prend sa source au nord-est de province de Sivas dans le massif des Köse Dağları (littéralement « montagnes pelées »). Retenu par le barrage d'Almus où confluent plusieurs rivières des environs, il traverse ensuite les villes de Tokat et Turhal, captant sur sa rive gauche les eaux du  Çekerek (Scylax, en grec : Σκύλαξ). Après avoir traversé Amasya, il se dirige vers l'est et marque, dans la district de Taşova, la frontière entre les provinces d'Amasya et de Tokat. Il reçoit sur sa rive droite la rivière de Kelkit (Lycus du Pont, en grec : Λύκος), avant de se diriger vers le nord et la province de Samsun. Coupé par les barrages de Hasan Uğurlu et de Suat Uğurlu, il arrose Çarşamba et rejoint  finalement la mer Noire après un parcours d'environ 520 km alors que sa source est à moins de 100 km de la côte.